# Східне Каванго
Східне Каванго (англ. Kavango East Region) — є однією з 14 адміністративних областей Намібії. Область утворена 8 серпня 2013 шляхом поділу області Окаванго на Східне і Західне Каванго. Знаходиться на північному сході країни. Площа — 25 576 км². Населення — 115 447 чол. (2011). Адміністративний центр — місто Рунду.

## Географія

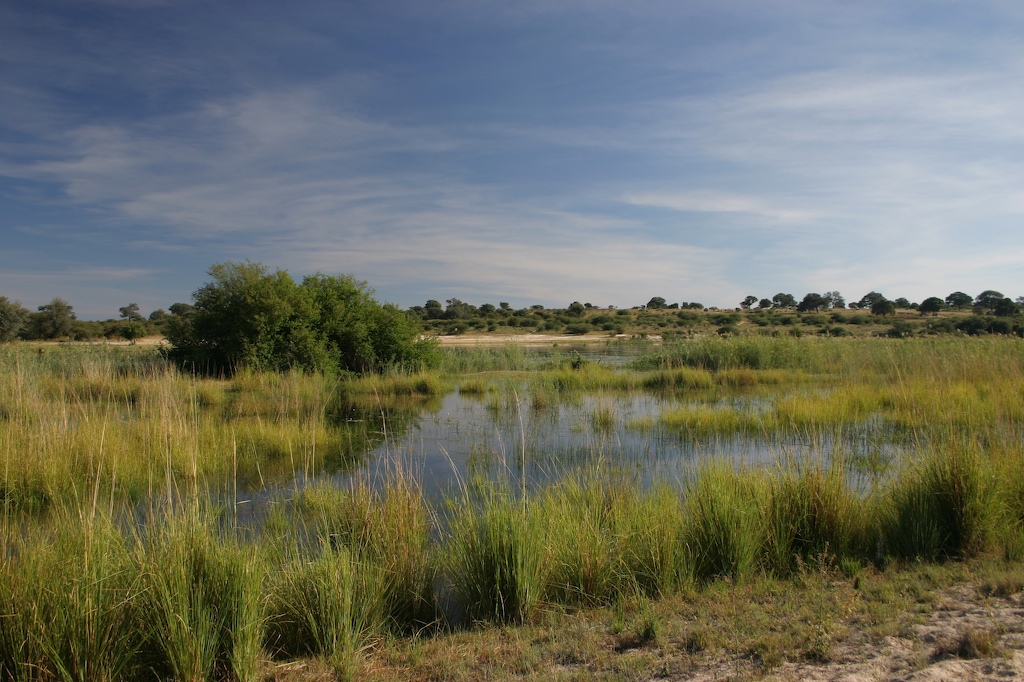
На річці Окаванго

В геологічному відношенні Східне Каванго являє собою північне продовження плато Калахарі і знаходиться на висоті понад 1000 метрів над рівнем моря. Так як тут щорічно випадає значна кількість опадів, область вигідно відрізняється від посушливих центральних і південних районів Намібії великою кількістю рослинності. Територія області також зрошується водами річки Окаванго та її приток. По цій річці протягом 200 кілометрів проходить кордон між Намібією і Анголою. На південному сході область межує з Ботсваною.
На території області Східне Каванго розташовані національний парк Хауда, а також заповідник Маханго.

## Губернатори
- Самуель Кавето Мбамбо

## Населення
Названа по імені проживаючої тут народності каванго.

## Адміністративний поділ
В адміністративному відношенні область Східне Каванго підрозділяється на 7 виборчих районів.
- Mashare
- Mukwe
- Ndiyona
- Ndonga Linena
- Rundu Rural East
- Rundu Rural West
- Rundu Urban

| Намібія | Це незавершена стаття з географії Намібії. Ви можете допомогти проєкту, виправивши або дописавши її. |